# Spesmilo

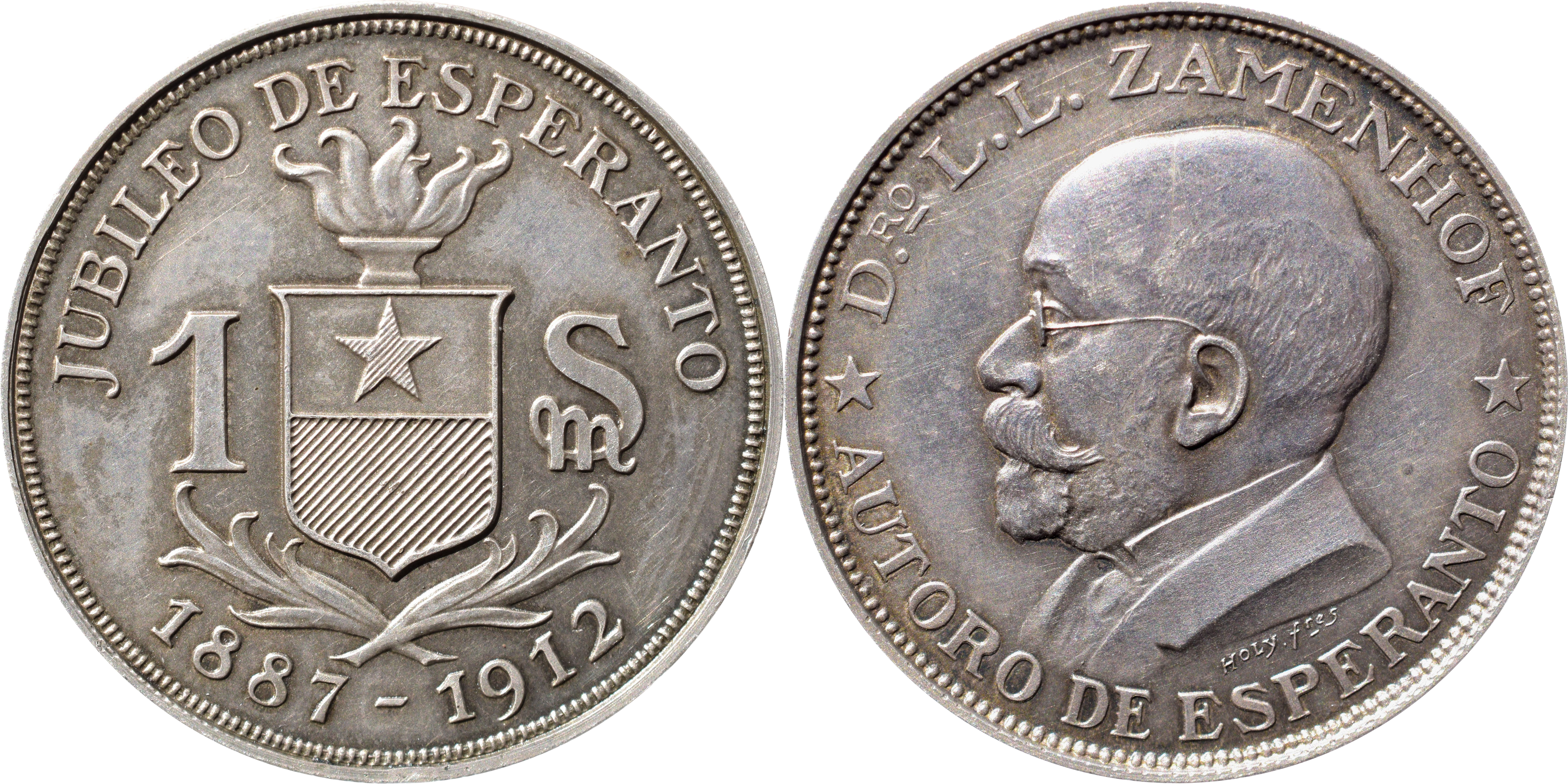
Moneta da 1 Spesmilo

Lo spesmilo fu una valuta internazionale, oggi obsoleta, proposta nel 1907 da René de Saussure ed utilizzata prima della prima guerra mondiale da alcune banche britanniche e svizzere, e primariamente dalla Ĉekbanko esperantista.
Uno spesmilo equivaleva a mille spesoj, e valeva 0,733 grammi d'oro. All'epoca, tale quantità corrispondeva a circa mezzo dollaro statunitense, un rublo russo, o 2,5 franchi svizzeri.
Si scelse di far sì che il valore dell'unità monetaria di base, lo speso (dal latino spes, "speranza"; in lingua esperanto spesmilo significa "mille spesoj"), fosse sufficientemente piccolo da eliminare la necessità di sottodivisioni.

## Logotipo

Il simbolo dello spesmilo (Sm).

Il simbolo dello spesmilo è un monogramma contenente una "S" maiuscola corsiva dalla cui estremità nasce una "m". Sovente viene sostituito, nei documenti tipografati, dalle semplici lettere Sm, solitamente in grassetto. Al carattere corrisponde il codice Unicode U+20B7.